# Ciriaco Cano González
Ciriaco Cano (Plasència, 4 d'agost de 1948) és un exfutbolista i entrenador extremeny.
En la posició de migcampista, va començar a destacar a les files de l'Elx CF, amb qui debuta a Primera Divisió a la campanya 68/69. A la 70/71, els il·licitans perden la categoria, però el bon paper de Cano, titular, possibilita el seu fitxatge per l'Sporting de Gijón. L'extremeny roman dotze campanyes al conjunt asturià, tot sent un dels jugadors clàssics de la dècada dels 70. Hi suma més de 300 aparicions en competició lliguera amb els colors de l'equip d'El Molinón.
La seua carrera com a tècnic s'inicia en modestos equips d'Astúries i Extremadura. La temporada 90/91 substitueix a Carlos Manuel García Cuervo a les files del primer equip de l'Sporting de Gijón i debuta a Primera com a entrenador. Eixe any, aconsegueix la classificació per a la Copa de la UEFA. L'any següent continua a l'Sporting.
El 1992 fitxa pel CE Castelló, ara a Segona Divisió. Arriba a mitjan temporada, i és destituït a mitjan temporada següent, quan els de la Plana conclouen amb descens a Segona B. Després de passar pel modest Plasencia, retorna a Segona amb l'Elx CF, amb qui viu un nou descens. Durant els següents anys entrena altres equips a la categoria d'argent, entre ells l'Sporting de Gijón en dues etapes.